# Er svenskerne sådan
Er svenskerne sådan (originaltitel: Svenska bilder) er en svensk komediefilm fra 1964 instrueret af Tage Danielsson. I hovedrollerne ses blandt andre Hans Alfredson, Birgitta Andersson, Lars Ekborg, Monica Zetterlund og Georg Rydeberg. Filmens titel er taget fra en digtsamling af Carl Snoilsky, men selve handlingen er ikke inspireret af Snoilskys værk.

## Handling
En arbejdsløs mand kigger ned fra sit vindue på en kvindelig gademusikant, der synger foran et symfoniorkester i hans gårdhave. Han forelsker sig straks i sangerinden og løber efter hende gennem Stockholms gader. De passerer en ensom kvinde, som straks forelsker sig i den arbejdsløse mand og begynder at jagte ham. Trioen fortsætter med at jagte hinanden, går fra hinanden og begynder at jagte igen, mens de gennemgår en række absurde situationer blandt sære personer.

## Medvirkende
- Hans Alfredson som Timjan
- Birgitta Andersson som Cikoria
- Lars Ekborg som Björkman
- Monica Zetterlund som Mejram
- Georg Rydeberg som J.P. Hansson
- Lissi Alandh som dame der tager sin frakke af
- Gösta Ekman som Bengtsson
- Nils Eklund som overtjener
- Siv Ericks som frøken Larsson
- Sonya Hedenbratt som grønthandler
- Ernst-Hugo Järegård som Sven-Erik Karlman
- Sven Lindberg som Kurt Kronback
- Margaretha Krook som Fru Kronback
- Martin Ljung som udsmider
- Sif Ruud som Fridlund
- Åke Fridell som disponent
- Monica Nielsen som søster Märta
- Carl Billqvist som Rutger
- Beppe Wolgers som spilforhandler
- Tage Danielsson som fætter Bengt